# Campbellton
Campbellton és una població dels Estats Units a l'estat de Florida. Segons el cens del 2000 tenia 212 habitants.

## Demografia
Segons el cens del 2000, Campbellton tenia 212 habitants, 90 habitatges, i 65 famílies. La densitat de població era de 92 habitants per km².
Dels 90 habitatges en un 27,8% hi vivien nens de menys de 18 anys, en un 48,9% hi vivien parelles casades, en un 22,2% dones solteres, i en un 26,7% no eren unitats familiars. En el 26,7% dels habitatges hi vivien persones soles el 15,6% de les quals corresponia a persones de 65 anys o més que vivien soles. El nombre mitjà de persones vivint en cada habitatge era de 2,36 i el nombre mitjà de persones que vivien en cada família era de 2,83.
Per edats la població es repartia de la següent manera: un 23,6% tenia menys de 18 anys, un 4,7% entre 18 i 24, un 26,4% entre 25 i 44, un 28,3% de 45 a 60 i un 17% 65 anys o més.
L'edat mediana era de 41 anys. Per cada 100 dones de 18 o més anys hi havia 80 homes.
La renda mediana per habitatge era de 22.212 $ i la renda mediana per família de 26.875 $. Els homes tenien una renda mediana de 31.250 $ mentre que les dones 19.792 $. La renda per capita de la població era de 12.139 $. Entorn del 20% de les famílies i el 16,6% de la població estaven per davall del llindar de pobresa.

## Poblacions més properes
El següent diagrama mostra les poblacions més properes.